# Wilhelmshort

Panorama von Wilhelmshort

Wilhelmshort, polnisch Bzinica Nowa, ist eine Ortschaft in Oberschlesien. Wilhelmshort liegt etwa fünf Kilometer südsüdöstlich der Stadt Guttentag im Powiat Oleski in der polnischen Woiwodschaft Opole.

## Geschichte
1904 gründeten die Nachfahren böhmischer Glaubensflüchtlinge aus Friedrichsgrätz den Ort.
In Friedrichsgrätz waren alle Hofstellen vergeben und der Ertrag der Felder war nicht ausreichend für die wachsende Zahl von Einwohnern. Der damalige Pfarrer Kmet suchte nach Land und konnte mit dem Gut Bzinitz den Verkauf von Land vereinbaren. Da es Probleme bei der Finanzierung gab, wurden 200 ha in Sacken angeboten. Friedrich Karliczek, Karl Karliczek, Karel Pospisil und Josef Sivek erwarben jeweils zwischen 30 und 40 ha Land. Sie vergaben auch Darlehen an andere Kolonisten, so dass der Verkauf zustande kam. Zu den aus Friedrichgrätz kommenden Kolonisten zählten unter anderem die Familien Kratochwil, Maly, Mundil und Streletz.
Im Herbst 1904 wurde mit dem Roden des Waldes und dem Aufbau des Ortes begonnen. Es entstanden 63 Hofstellen.
In den folgenden Jahren wurde ein Friedhof mit einer kleinen Kapelle  eingerichtet, eine Schule gebaut und ein Laden eröffnet.
Bei der Volksabstimmung in Oberschlesien am 20. März 1921 stimmten 99 Wahlberechtigte für einen Verbleib bei Deutschland und drei für Polen. Wilhelmshort verblieb beim Deutschen Reich. 1933 lebten im Ort 230 Einwohner. 1939 hatte der Ort 262 Einwohner. Bis 1945 befand sich der Ort im Landkreis Loben (zwischenzeitlich im Landkreis Guttentag).
1945 kam der bisher deutsche Ort unter polnische Verwaltung, wurde in Nowa Bzinica umbenannt und der Woiwodschaft Schlesien angeschlossen. 1950 kam der Ort zur Woiwodschaft Opole. Von 1975 bis 1998 befand sich der Ort in der Woiwodschaft Częstochowa (Tschenstochau). 1999 kam der Ort zur Woiwodschaft Opole und zum Powiat Oleski. Am 1. Januar 2007 wurde der Ort in Bzinica Nowa umbenannt, zum 4. Juli des folgenden Jahres erhielt der Ort zusätzlich den amtlichen deutschen Ortsnamen Wilhelmshort.